# Hedwig von Hessen-Rotenburg
Hedwig von Hessen-Rotenburg (auch als Marie Hedwige bekannt)  (* 26. Juni 1748 auf Schloss Rotenburg; † 27. Mai 1801 in Paris) war eine landgräfliche Prinzessin aus der Nebenlinie Hessen-Rotenburg des Hauses Hessen und wurde durch Heirat Herzogin von Bouillon.

## Leben
Hedwig war eine Tochter des paragierten Landgrafen Konstantin von Hessen-Rotenburg (1716–1778) und dessen Gemahlin Sophie von Starhemberg (1722–1773). Ihre Geschwister waren:
- Karl Emanuel (1746–1812), Erbprinz
- Clementina (1747–1813), Äbtissin im Karmeliterstift Jülich
- Christian (1750–1782), Domherr zu Köln und Straßburg
- Karl (1752–1821), französischer General, („Citoyen Hesse“)
- Antonia Friderica Josepha (1753–1823), Nonne
- Wilhelmina Maria (1755–1816), Pröpstin im Stift Essen und
- Ernst (1758–1784), Offizier.

Hedwig erhielt wie ihre Schwester Clementina eine Präbende des freiweltlichen Stifts Essen, verzichtete jedoch vor Beginn der Residenz. Im Reichsstift Thorn bei Roermond war sie ebenfalls präbendiert. Am 17. Juli 1766 heiratete sie in Carlsburg den Prinzen Jacques Léopold de La Tour d’Auvergne (1746–1802), der 1792 die Nachfolge seines Vaters Godefroi Charles Henri de La Tour d’Auvergne als Titularherzog von Bouillon antrat. Dieser war im Jahr zuvor enteignet worden.
Während der Revolutionsjahre lebte Hedwig mit dem Feldherrn Emanuel zu Salm-Salm (1742–1808) zusammen, dessen jüngerer Bruder Maximilian zu Salm-Salm mit ihrer Cousine Maria Louise von Hessen-Rotenburg (1729–1800) verheiratet war. Hedwig litt unter gesundheitlichen Problemen. So traten während eines Besuchs bei ihrem Bruder Karl Emanuel in Rotenburg Lähmungserscheinungen auf, die eine Kur in Paris erforderlich machten. Hessen-kasselsche Gesandte besorgten hierfür eine halbjährige Aufenthaltsgenehmigung. Sie starb 1801 in Paris, wo sie auch begraben wurde.